# Лівчиці (Стрийський район)
Лі́вчиці — село — у Стрийському районі Львівської області. Населення становить 871 мешканець.

## Історія
У податковому реєстрі 1515 року в селі документується піп (отже, уже тоді була церква) і 2 лани (близько 50 га) оброблюваної землі.

### За графа Стаженського
Коштом власника маєтку в селі, графа Генрика Стаженського, 1895 р. був побудований палац. Автором проєкту був львівський архітектор Іван Долинський. Будували його майстри спеціально привезені з Європи. Палац являв собою казковий будинок, що мав два поверхи і підвальні приміщення. Всього в будинку було 48 кімнат. Навколо палацу був посаджений парк з алеями. Всі дерева і квіти були завезені із-за кордону. У парку був став, вода до якого поступала з річки через спеціально відведений канал. У ставі плавали лебеді, розводилася риба.
Граф Стаженський взяв собі на виховання хлопця зі своєї родини Кароля Ґолуховського і залишив йому своє багатство. К. Ґолуховський володів маєтком до 1939 р. Йому належала вся земля. Майже все село працювало на графа.
Зараз це територія Лівчицької школи-інтернату, де навчається близько 100 дітей. У парку збереглися різні види дерев: дуби, липи, різні види ясенів, кедри, сосни, ялини, тюльпанне дерево.
Церкву у с. Лівчицях почали будувати 1903 р. Велику допомогу надав і граф. У 1907 р. відбулося її посвячення (перенесення мощей святого Миколая). На сьогодні їй понад 100 років.

### Легенда
У 1800-х роках француз на прізвище Лось полював у цих місцях разом зі своїми товаришами і заблудився, натрапивши на невеличку річку. Він сподобав собі цю місцевість і вирішив тут побудувати собі хату, почавши розчищати ділянки лісу під забудову вздовж річки, яка дістала назву Бережниця. Майже за століття у селі було збудовано 80 хат.

## Політика

### Парламентські вибори, 2019
На позачергових парламентських виборах 2019 року у селі функціонувала окрема виборча дільниця № 460382, розташована у приміщенні народного дому.
Результати
- зареєстровано 762 виборці, явка 61,02 %, найбільше голосів віддано за «Слугу народу» — 27,96 %, за «Європейську Солідарність» — 15,27 %, за «Голос» — 14,84 %.[5] В одномандатному окрузі найбільше голосів отримав Андрій Кіт (самовисування) — 32,04 %, за Олега Канівця (Громадянська позиція) — 15,70 %, за Андрія Гергерта (Всеукраїнське об'єднання «Свобода») — 13,55 %[6].

## Пам'ятки
- Палац графів Глуховецьких;
- Парк XIX століття
- Алея вікових лип і дубів
- Пам'ятник на честь скасування панщини[d] (1848);
- Пам'ятник Т. Г. Шевченку[d], українському поету і художнику (1992);

## Персоналії
- Сагайдак Андрій Васильович (1989) — український футболіст, переможець першої ліги: 2011/12, срібний призер першої ліги: 2010/11.
- Якімець Володимир Іванович (1998) — український футболіст.
- Руніч Василь Зеновійович (2000) — український футболіст.

## Фотографії

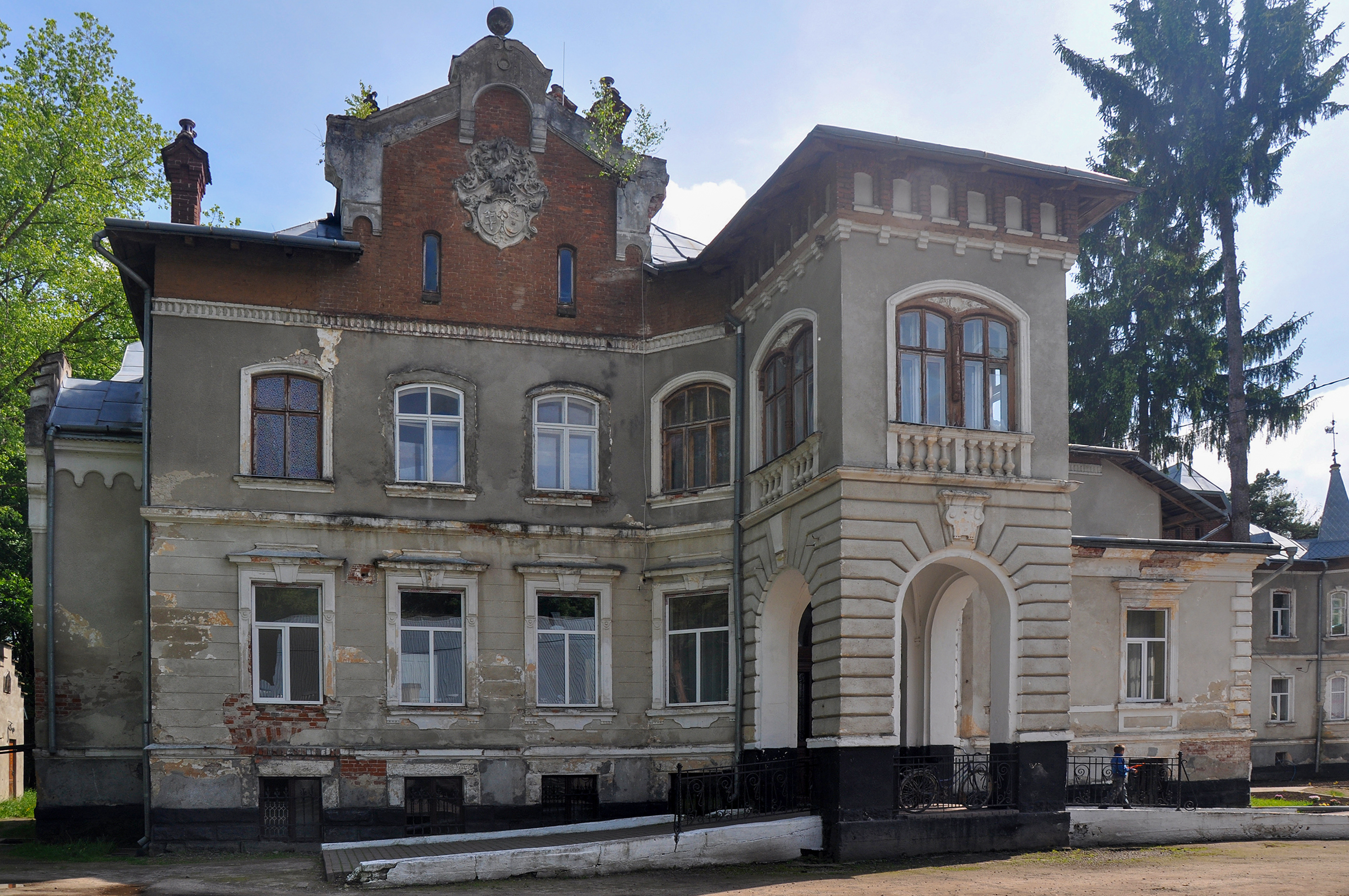
Палац
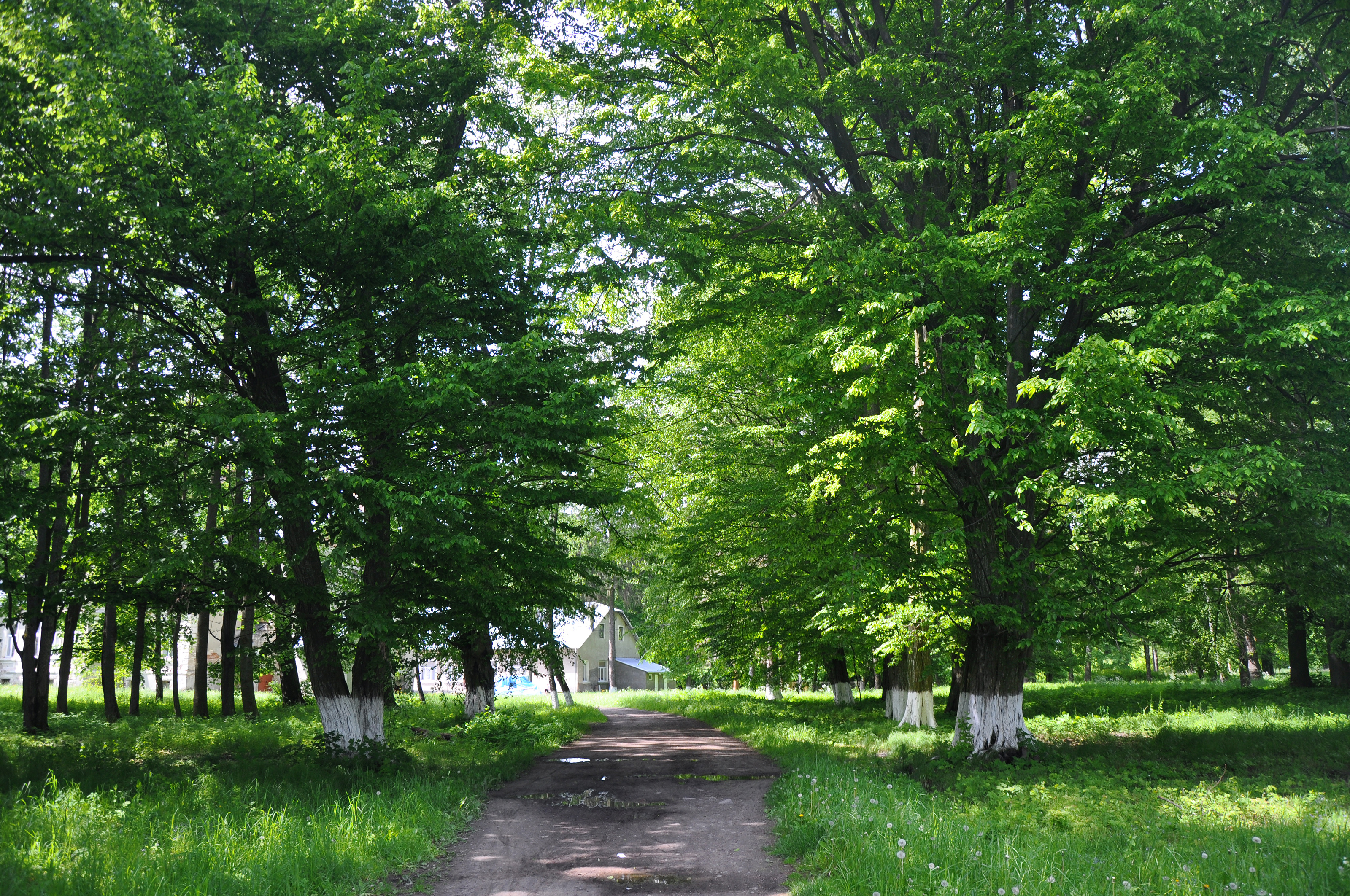
Парк
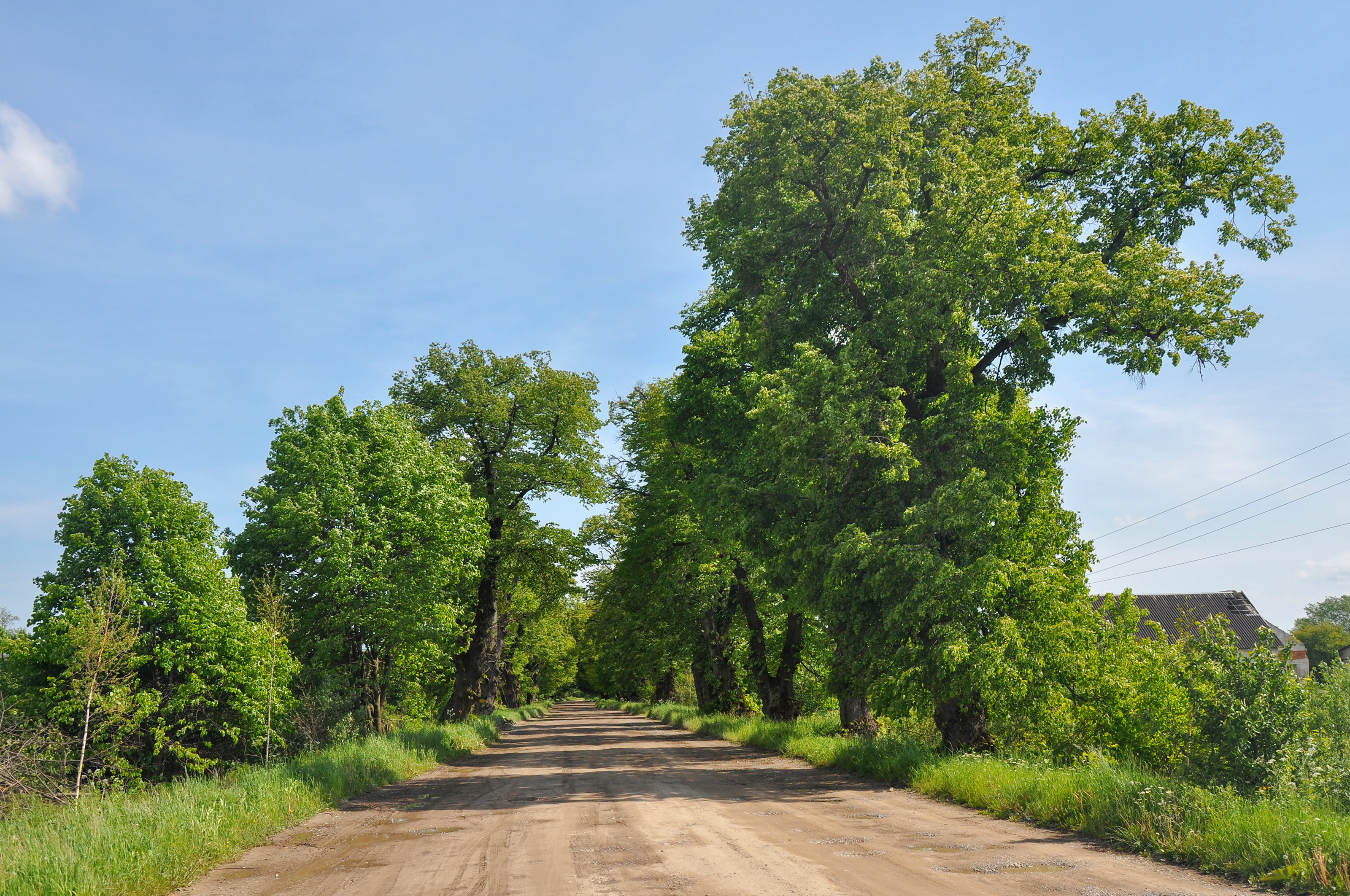
Алея вікових лип і дубів на околиці села
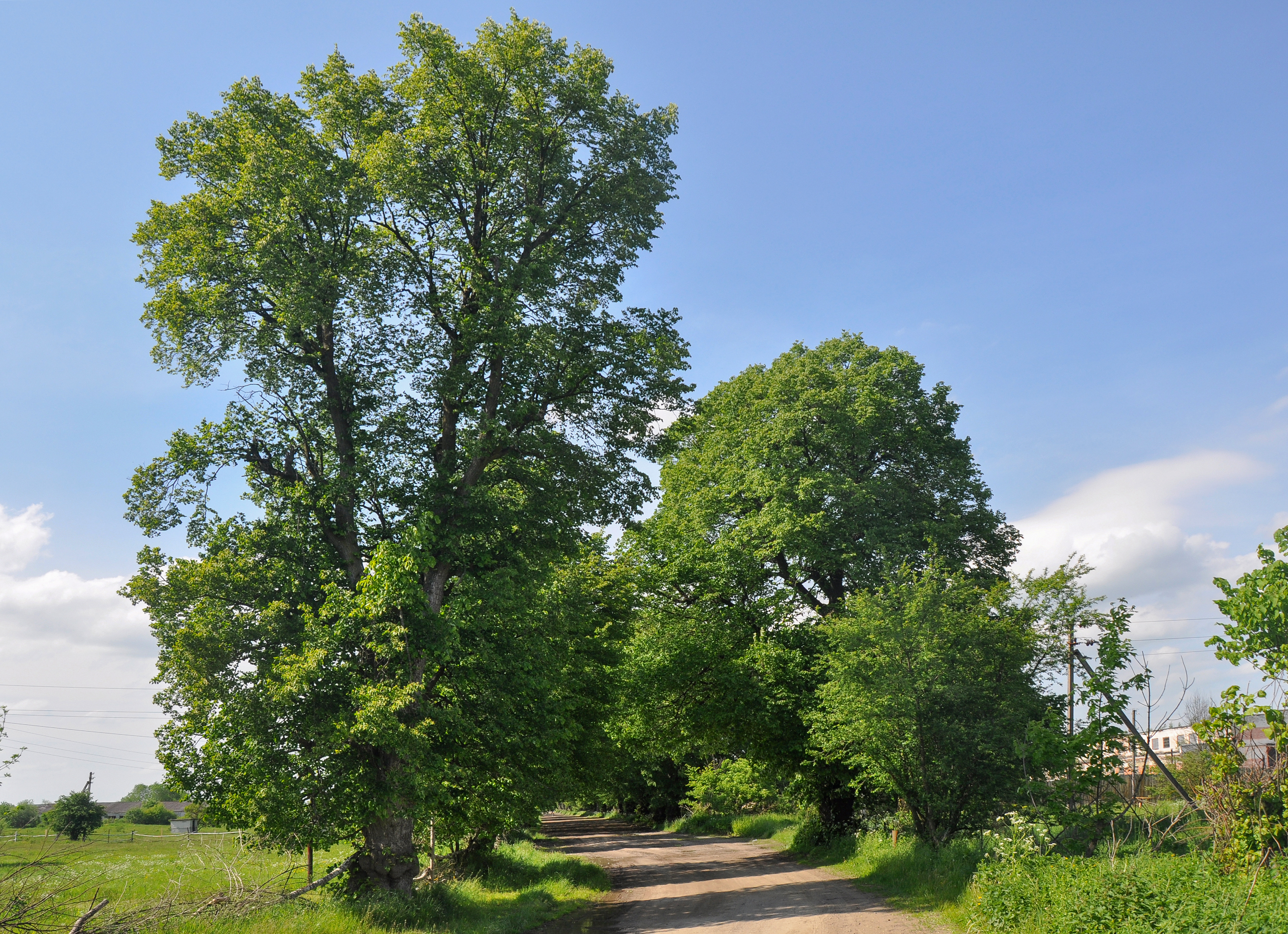
Ботанічна пам'ятка природи «Алея вікових лип і дубів»